# Alfred Hermann Fried
Alfred Hermann Fried (Viena, Imperi Austrohongarès, 1864 - 1921) fou un periodista i pacifista austríac guardonat amb el Premi Nobel de la Pau el 1911 juntament amb l'advocat neerlandès Tobias Michael Carel Asser.

## Joventut
Va néixer l'11 de novembre de 1864 a la ciutat de Viena, en aquells moments capital de l'Imperi Austrohongarès, en el si d'una família jueva. El 1883 es traslladà fins a Berlín on va obrir la seva pròpia impremta cinc anys més tard.

## Activisme social
Gràcies a l'amistat amb la baronessa Bertha von Suttner Fried s'interessà pel moviment pacifista, al qual a partir d'aquell moment dedicà tota la seva vida. El 1891 fou codirector, amb la mateixa von Suttner, de la revista Die Waffen Nieder (Abaixeu les armes!), nom que van canviar el 1899 pel de Die Friedenswarte (La talaia de la pau).
El 1892 va fundar la Deutsche Friedensgesellschaft (Societat Alemanya per la Pau), que fou el focus del moviment pacifista anterior a la Primera Guerra Mundial. Fried advocava pel «fonamentalisme pacifista» i creia que l'«anarquia internacional» seria la meta a arribar tant amb mesures legislatives com mitjançant la regeneració espiritual. Així mateix fou un dels principals impulsors de la utilització de l'esperanto com a llenguatge d'enteniment mundial. Va participar en la revista L'espérantiste i el 1903 va publicar el llibre Lehrbuch der internationalen Hilfssprache Esperanto (Llibre de text de la llengua auxiliar internacional esperanto).
Va participar en diverses conferències internacionals sobre la pau i per la difusió del moviment pacifista a través de la seva revista Die Waffen Neider. L'any 1911 va compartir el Premi Nobel de la Pau amb Tobias Michael Carel Asser.
Amb l'esclat de la Primera Guerra Mundial, va emigrar a Suïssa en protesta per la política alemanya. Va treballar per la pau com a editor de Blatter fur internationale Verstandigung und zwischenstaatliche Organisation (Papers per a l'Enteniment Internacional i l'Organització Inter-Estatal). Fried va protestar contra el Tractat de Versalles, però va advertir als alemanys contra qualsevol intent de revisió per la força. Morí el 5 de maig de 1921 a Viena, on retornà els últims dies de la seva vida.